# Dennis Howard Wright
Dennis Howard Wright (, 11 de agosto de 1931) é um patologista britânico.
Recebeu o Prêmio Paul Ehrlich e Ludwig Darmstaedter de 1973. É fellow do Royal College of Pathologists e foi presidente da European Haematopathology Society.

## Obras
- com Bridget Wilkins Illustrated Pathology of the Spleen, Cambridge University Press 2000
- com Bruce J. Addis, Anthony S.-Y. Leong Diagnostic lymph node pathology, 2006, 2.ª Edição, Londres, Hodder Arnold 2011
- com D. B. Jones (Ed.) Lymphoproliferative Diseases, Kluwer 1990
- com Peter G. Isaacson Biopsy pathology of the lymphoreticular system, Williams and Wilkins, Baltimore 1983
- com Denis P. Burkitt Burkitts Lymphoma, Livingstone 1970